# Фарамонтанос-де-Табара
Фарамонтанос-де-Табара (ісп. Faramontanos de Tábara) — муніципалітет в Іспанії, у складі автономної спільноти Кастилія-і-Леон, у провінції Самора. Населення — 419 осіб (2010).
Муніципалітет розташований на відстані близько 240 км на північний захід від Мадрида, 38 км на північ від Самори.

## Демографія
Динаміка населення (INE ):